# Mud-puddling
 (janvier 2017).

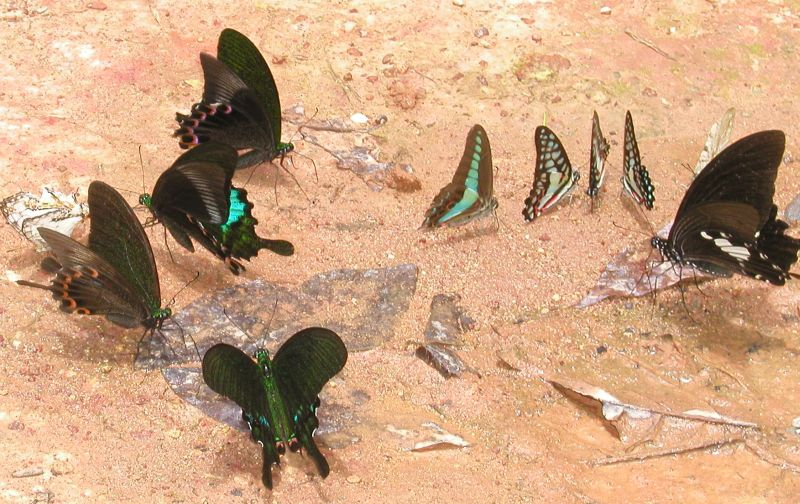
Plusieurs espèces de Papilionidae regroupées sur un sol boueux, Thaïlande.

Le mud-puddling (expression anglophone dont une traduction mot-à-mot approximative est « pataugeage dans la boue ») est un comportement observé chez de nombreuses espèces d'insectes, notamment des lépidoptères (papillons), consistant 
à se poser sur des sols humides, excréments, cadavres ou matière végétale en décomposition, et à aspirer les fluides qui en suintent. 
Cela permet à ces insectes d'obtenir des nutriments tels que des sels minéraux et des acides aminés,,. 
Sous certaines conditions environnementales favorables, ce comportement donne lieu à d'importants regroupements (essaims) d'individus d'une ou plusieurs espèces.
Le mud-puddling concerne le plus souvent les mâles ,. 
Il est le plus souvent remarqué chez les lépidoptères, mais on l'observe également chez d'autres insectes, par exemple les Cicadellidae. 

## Fluides corporels
Ce comportement se généralise à d'autres supports présentant une fine couche de liquide. Ainsi, certaines espèces sont également attirées par la sueur située sur la peau humaine[réf. à confirmer],. Le sang et les larmes, bien qu'inhabituels, peuvent également les attirer. En plus des lépidoptères, on observe ce comportement également chez certaines abeilles comme les Halictidae,.